# Kasteel van Moidière
Het Kasteel van Moidière (Frans: Château de Moidière) is een kasteel in de Franse gemeente Bonnefamille. Het kasteel is een beschermd historisch monument sinds 1983.